# Salvamento de vidas

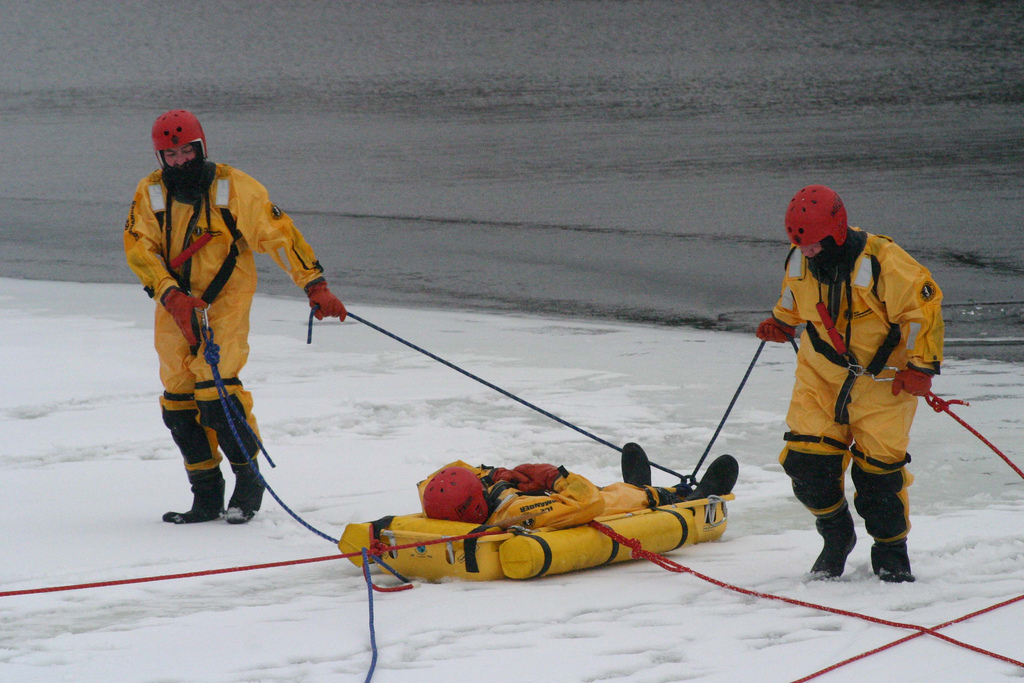
Treinamento de resgate no gelo no Canadá

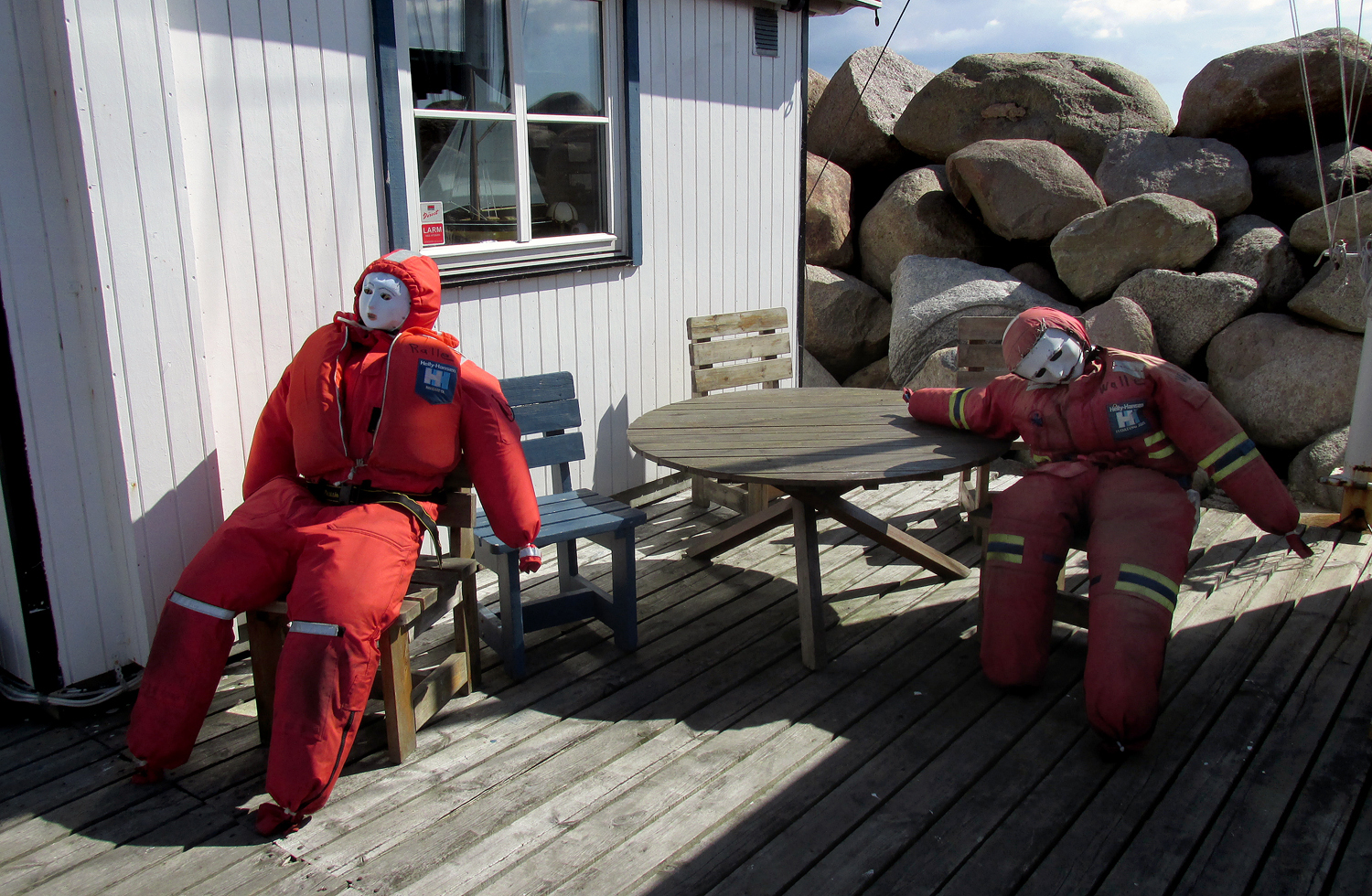
Manequims salva-vidas para treino de resgate na água

Salvamento é a actividade que envolve resgate, ressuscitação e primeiros socorros. Geralmente refere-se à segurança aquática e ao resgate aquático. No entanto, pode também incluir-se ao resgate no gelo, resgate em enchentes e rios, resgate em piscinas e outros serviços médicos de emergência. Salvamento  refere-se também ao desporto em que salva-vidas competem com base em habilidades, técnica, velocidade e trabalho em equipa. As actividades de salvamento especializadas em ambientes marítimos são chamadas de salvamento de surf ou salvamento costeiro.

## História

### Origens

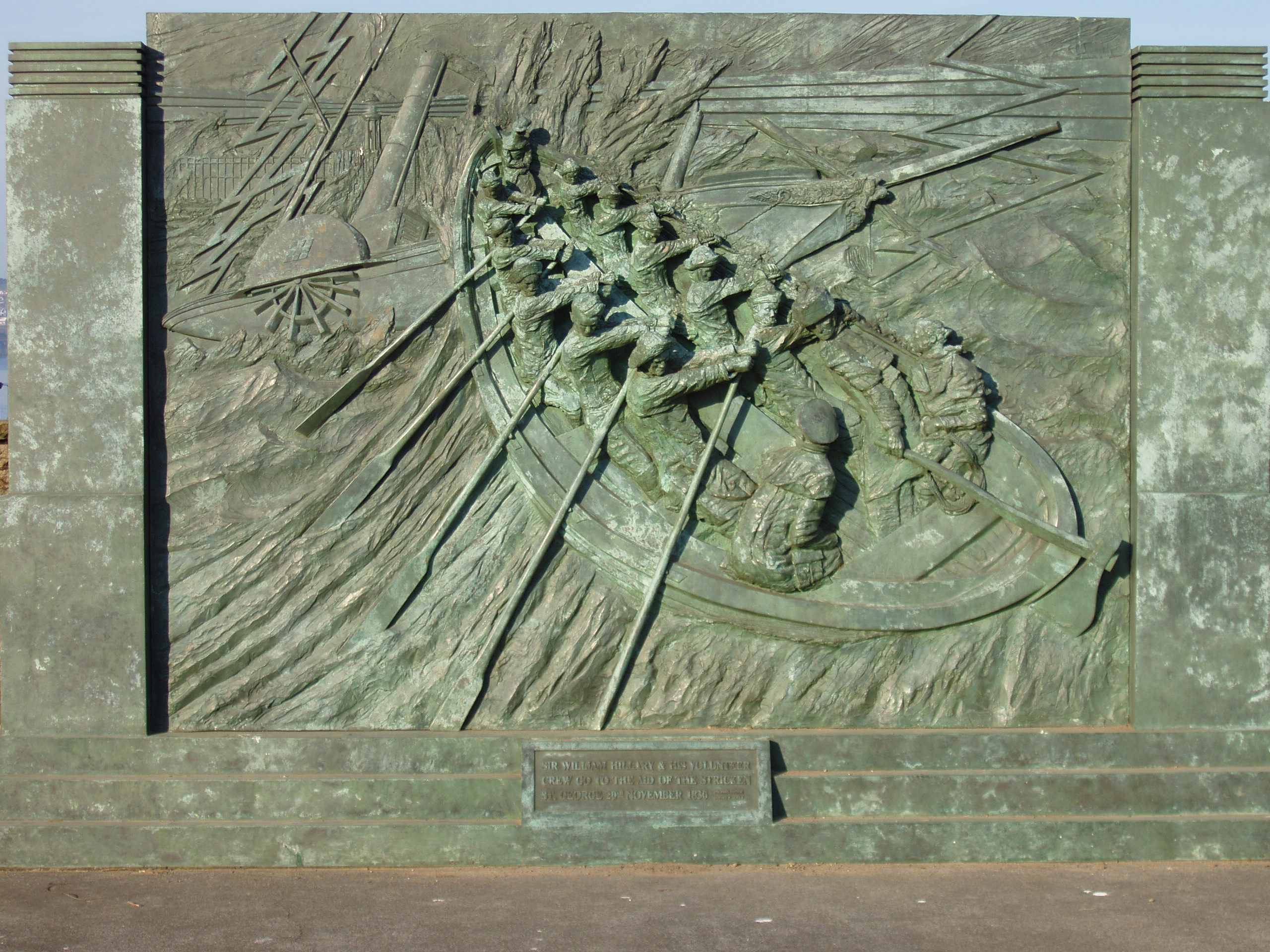
Memorial em Douglas, Ilha de Man, para um dos primeiros resgates da RNLI: resgatar os marinheiros do St George em 1830.

No início do século XIX, a maioria dos marinheiros não sabia nadar. Na época, a natação não era considerada um desporto recreativo. Trabalhar no mastro ou aparar velas era perigoso, pois qualquer passo mal-calculado poderia resultar numa queda no convés ou na lateral. Nestas situações, as chances de resgate eram mínimas ou nulas. Normalmente, os navios à vela não conseguiam trocar de velas ou baixar o barco rapidamente, nem suas tripulações praticavam manobras de resgate. Além disso, qualquer pessoa a afogar-se em mar revoltado era muito difícil de ser localizada.
A 12 de setembro de 1804, o diário de bordo do HMS Victory registou um resgate singular em mar alto, "Brisas moderadas e nevoeiro, deslocaram as velas principais às 9h. Viraram às 9h55. James Archibald, o marinheiro, caiu ao mar, derrubou o cúter, sendo depois salvo pelo companheiro de bordo Sr. Edward Flin, que saltou ao mar atrás dele." A ação de Edward Flin foi testemunhada por Lord Horatio Nelson, que ficou tão impressionado com a ação de Flin que logo o promoveu a tenente.
Em 4 de outubro de 1843, um acidente semelhante foi registado num diário de bordo da fragata USS United States (1797). "Das 4 às 8, com brisas moderadas e tempo limpo às 5h22, David Black (Cooper) caiu ao mar, levou a vela principal ao mastro e enviou a barcaça e o segundo cúter à procura dele... Às 10h30 levantou e içou o segundo cúter, mas todas as buscas foram ineficazes" Herman Melville, que se havia juntado ao USS United States em Oahu como marinheiro comum, mais tarde usou este incidente como inspiração no seu romance White Jacket. Na obra, David Black torna-se “Bungs”, um homem ironicamente encarregado de manter as bóias salva-vidas de cortiça da fragata; e teria exclamado “Eu nunca irei a um loft e não pretendo cair ao mar”. Melville acrescenta que no dia seguinte Black caiu ao mar e após uma busca de cinco horas a fragata retomou o seu curso.
A primeira organização de salvamento de vidas, a Royal National Institution for the Preservation of Life from Shipwreck, foi fundada na Inglaterra em 1824 por Sir William Hillary. Enquanto estava a viver na Ilha de Man em 1808, William tomou conhecimento da natureza perigosa do Mar da Irlanda, onde muitos navios naufragavam ao longo da costa de Manx. William logo propôs planos para um serviço nacional de salva-vidas com equipas treinadas, mas não recebeu nenhuma resposta substancial do Almirantado.
No entanto, após apelos dos membros mais filantrópicos da sociedade londrina, as propostas foram adotados e, com a ajuda de dois membros do Parlamento (Robert Wilson e George Hibbert), a National Institution for the Preservation of Life from Shipwreck foi fundada em 1824.
Um dos primeiros resgates realizados pela Instituição foi o do navio St George, que havia naufragado em Conister Rock, à entrada do Porto de Douglas. Hillary participou na operação bem-sucedida e todos a bordo foram resgatados. Trinta anos depois, o nome da instituição foi alterado para Royal National Lifeboat Institution e o primeiro dos novos botes salva-vidas a ser construído foi estacionado em Douglas em reconhecimento ao trabalho de Hillary.

### Disseminação

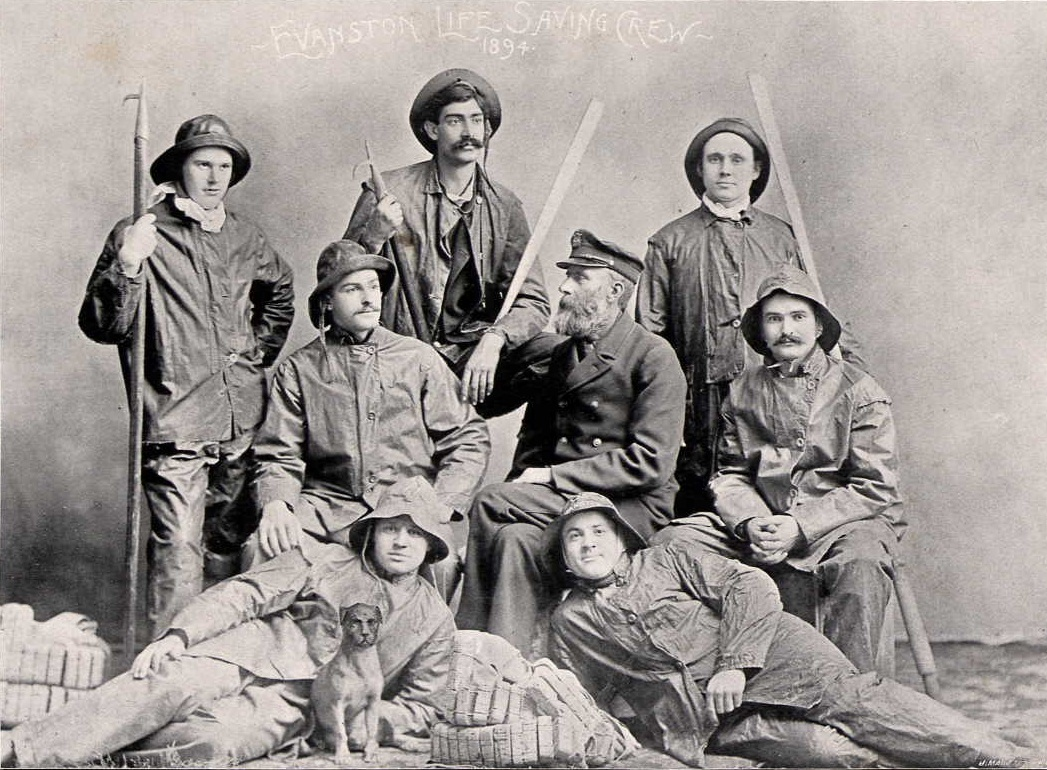
Equipa de salvamento de Evanston (Evanston, Illinois), 1894

Serviços semelhantes foram estabelecidos noutros países como na Bélgica (1838), Dinamarca (1848), Estados Unidos (1848), Suécia (1856), França (1865), Alemanha (1885), Turquia (1868), Rússia (1872), Itália (1879) e Espanha (1880). Em 1891, a Royal Life Saving Society foi criada para afiliar clubes de salva-vidas britânicos e irlandeses. Em 1894, a organização expandiu as suas operações para o Canadá e para a Austrália. Em 1913, a organização Deutsche Lebens-Rettungs-Gesellschaft foi fundada na Alemanha.
A primeira conferência internacional de salvamento de vidas foi realizada em Marselha, França, em 1878. No entanto, foi apenas em 1910 que a primeira organização internacional de salvamento, a FIS (Fédération Internationale de Sauvetage Aquatique), foi fundada.
Em 1971, a Austrália, Grã-Bretanha, Nova Zelândia, África do Sul e Estados Unidos fundaram outra organização internacional de salvamento de vidas chamada World Life Saving (WLS). Mais tarde, a FIS e a WLS fundiram-se numa nova organização consolidada, a International Life Saving Federation (ILS), em 1993, com sede em Leuven, Bélgica.

### Federação Internacional de Salvamento de Vidas
A Federação Internacional de Salvamento de Vidas (ILS) foi fundada a 24 de fevereiro de 1993 em Saint-Ouen-sur-Seine, Paris, França. A ILS é conhecida principalmente como a autoridade mundial e líder global para "prevenir afogamentos e reagrupar organizações e federações nacionais de salvamento de vidas com o objetivo de melhorar a segurança aquática, o resgate aquático, o salvamento, a proteção de vidas e o desporto de salvamento ".

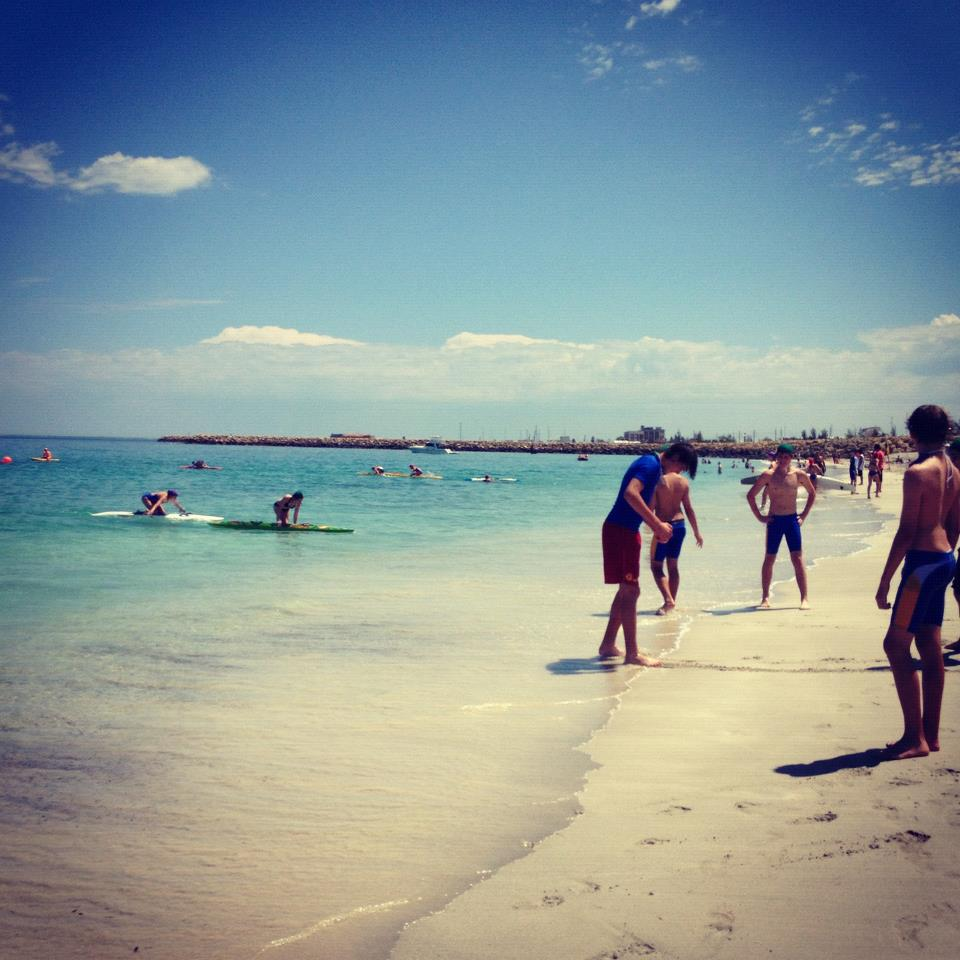
Clube de salvamento de surfe de Coogee Beach

## Atividades
O surf salva-vidas foi desenvolvido na Austrália e muitas vezes é o que a maioria das pessoas considera simplesmente de "salva-vidas". Esta atividade foca-se na prevenção de afogamentos e resgate em ambientes costeiros. No entanto, o salvamento de vidas em geral não limita as suas atividades apenas às praias - o objetivo é promover a segurança aquática perto de lagoas, lagos, rios, piscinas, em casa, na escola e em quaisquer outros ambientes aplicáveis. Por esta razão, mesmo países sem litoral, como a Suíça, Áustria, Cazaquistão, Macedônia, Sérvia, Azerbaijão, República Tcheca e Eslováquia, também são membros plenos do ILS.
Os salva-vidas são voluntários e geralmente ficam estacionados num clube. Estes oferecem treino para qualificações de salva-vidas, além de educar o público em geral.

## Como desporto

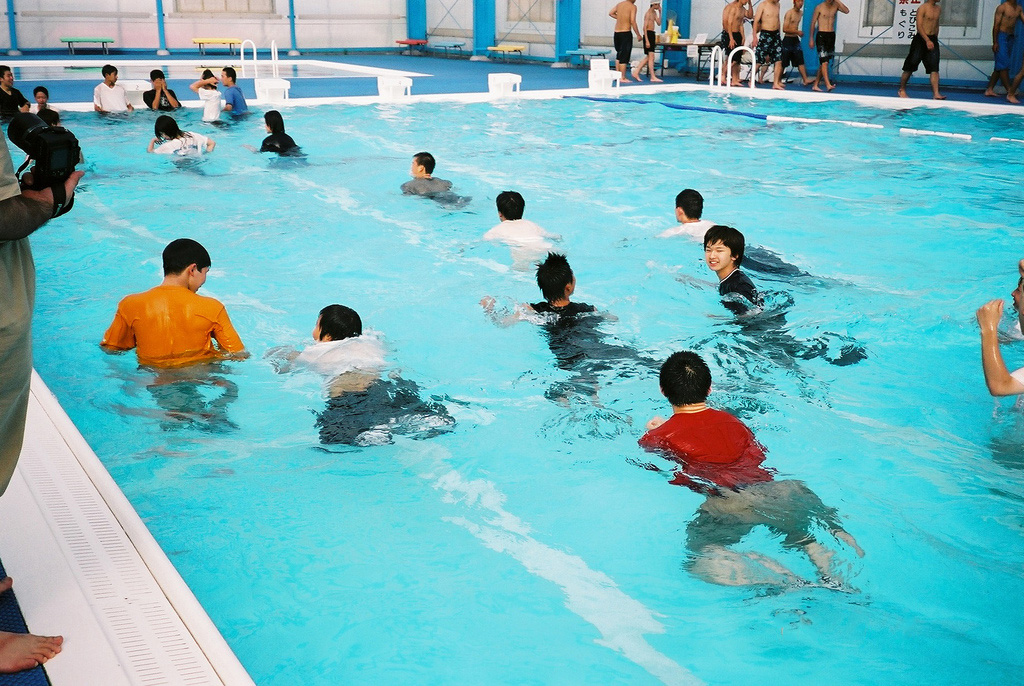
Escoteiros tendo uma aula de salvar vidas. Chiba, Japão

A prática de salvamento de vidas tem-se tornado um desporto emergente em muitos países. O desporto pode ser praticado em piscinas ou em praias de surfe, sendo cada uma delas uma disciplina distinta do desporto.
O salvamento de vidas é um dos desportos oficiais dos Jogos Mundiais, um evento multidesportivo quadrienal para desportos e disciplinas que não integram ou participam no programa dos Jogos Olímpicos.

## Ressuscitação cardiopulmonar
A ressuscitação cardiopulmonar, também conhecida como RCP, é a forma mais comum de salvar vidas após parada cardíaca. A RCP é ilustrada tabela simplificada.
|                             | ADULTO e CRIANÇA mais velha       | CRIANÇA 1 a 8 anos                | BEBÊ até 1 ano                    |
| --------------------------- | --------------------------------- | --------------------------------- | --------------------------------- |
| Ritmo de RCP para 1 pessoa  | 30 compressões para 2 respirações | 30 compressões para 2 respirações | 30 compressões para 2 sopros      |
| Ritmo de RCP para 2 pessoas | 30 compressões para 2 respirações | 30 compressões para 2 respirações | 30 compressões para 2 sopros      |
| Pressão no peito            | 2 mãos                            | 1-2 mãos                          | 2 dedos                           |
| Taxa de compressão de RCP   | Aproximadamente 100 por minuto    | Aproximadamente 100 por minuto    | Aproximadamente 100 por minuto    |
| Profundidade de compressão  | Um terço da profundidade do peito | Um terço da profundidade do peito | Um terço da profundidade do peito |
| Inclinação da cabeça        | Máximo                            | Mínimo                            | Nenhum                            |
| Respirações de resgate      | 2 respirações completas           | 2 pequenas respirações            | 2 baforadas                       |
| Taxa de respiração          | 1 respiração em 1 segundo         | 1 pequena respiração em 1 segundo | 1 pequena baforada em 1 segundo   |